# 카드 (음악 그룹)
카드(KARD)는 DSP 미디어 소속으로 2017년 7월 19일에 데뷔한 대한민국의 4인조 혼성 그룹이다.

## 활동

### 데뷔 전
DSP미디어는 2016년 12월 1일 0시 각종 SNS를 통하여 ‘K.A.R.D’라는 타이틀로 공식 채널을 정식 개설하고 커밍업(Coming Up) 티저 이미지를 처음 공개하였다. 12월 2일 자정에 BM과 전지우의 사진을 공개하였으며, 12월 3일 자정에는 제이셉과 전소민의 사진을 공개하였다.
12월 5일 제이셉과 BM이 V앱을 진행하였다.
12월 6일 0시 ‘K.A.R.D’ 프로젝트의 공식 채널을 통해 실루엣 티저 이미지가 추가로 공개되었다. 공개된 이미지는 카드가 컨셉으로, 멤버들이 각각 K(King), A(Ace), R(JokeR/블랙조커, 칼라조커)의 포지션을 가지고 있으며 D(hiDden)의 포지션은 '히든 멤버'이다. King은 BM, Ace는 제이셉, Black JokeR는 전소민, Color jokeR는 전지우에 해당한다. DSP 미디어는 "K.A.R.D는 총 3단계에 걸친 하나의 데뷔 프로젝트로 진행되며 매 앨범마다 히든 멤버가 있다. 마지막 카드 ‘D’는 숨겨진 멤버라는 의미와 함께 상대가 예측하지 못한 비장의 음악과 퍼포먼스를 선보일 것이란 중의적인 의미가 내포돼 있다."라고 밝혔다.
12월 6일 오후 6시 제이셉의 랩 퍼포먼스 티저와 전지우의 댄스 퍼포먼스 티저를 공개하였고, 오후 7시 전소민과 전지우가 V앱을 진행하였다. 12월 7일 자정에 BM의 댄스 퍼포먼스 티저와 전소민의 비주얼 퍼포먼스 티저를 공개하였다.

### 2016년

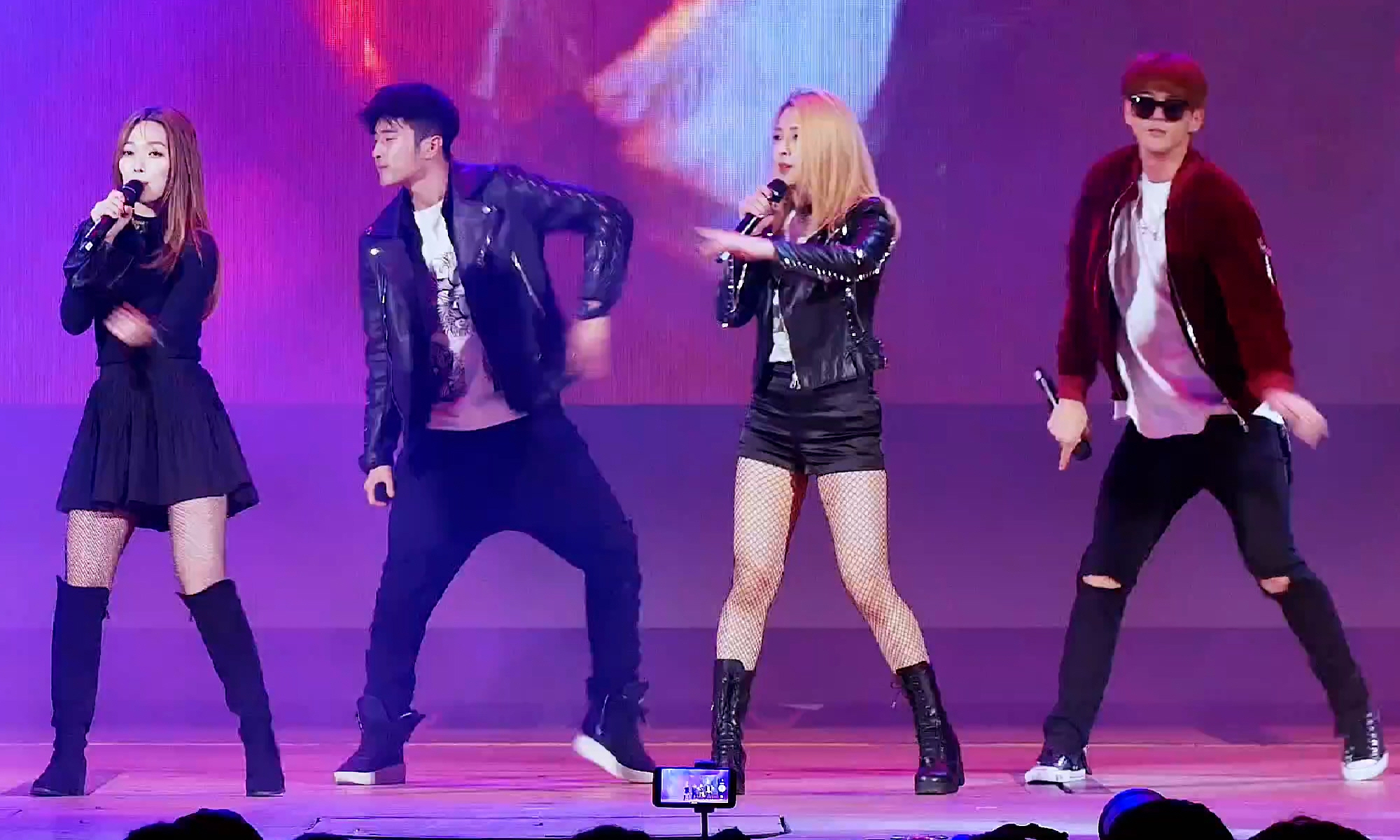
왼쪽부터 전소민, 제이셉, 전지우, BM

12월 8일 K.A.R.D 공식 채널을 통해 첫 번째 히든 멤버의 정체가 허영지임을 밝혔고, 히든 멤버 허영지를 포함한 멤버 5명이 V앱을 진행하였다. 12월 9일 Oh NaNa의 뮤직비디오 티저를 공개하였다.
데뷔 전날인 12월 12일 서울특별시 신촌에 있는 퀸 라이브 홀에서 데뷔 파티를 열었고, 12월 13일 자정에 첫 번째 디지털 싱글 〈Oh NaNa〉의 음원과 뮤직 비디오를 공개하였다.
첫 번째 싱글 〈Oh NaNa〉의 음원이 공개된 지 하루 만에 아이튠즈 미국 차트 케이팝 부분에서 4위를 기록하였고, 아이튠즈 일본 차트 케이팝 부분에서 10위에 랭크된 데 이어 영국, 프랑스 등 각 나라별 차트에도 진입하였다. 터키에서는 2위, 브라질에서는 4위를 기록하였다. 〈Oh NaNa〉의 뮤직 비디오는 공개한 지 3일 만에 125만 조회수를 돌파하였고, 한 달 만인 2017년 1월에 조회수 550만뷰를 돌파하였다.
아이튠즈 미국 차트 K-pop 부분에서 1단계 올라서 3위에 랭크되었고, 또 1단계 올라서 2위에 랭크되었다. 아이튠즈 스웨덴 차트 K-pop 부분에서 1위에 랭크되었다. 영국, 프랑스 등 각 나라 아이튠즈 차트에서 1위에 랭크되었다.
카드는 빌보드가 선정한 2016년 올해의 K-pop 신인 아이돌에서 8위에 랭크되었다.

### 2017년

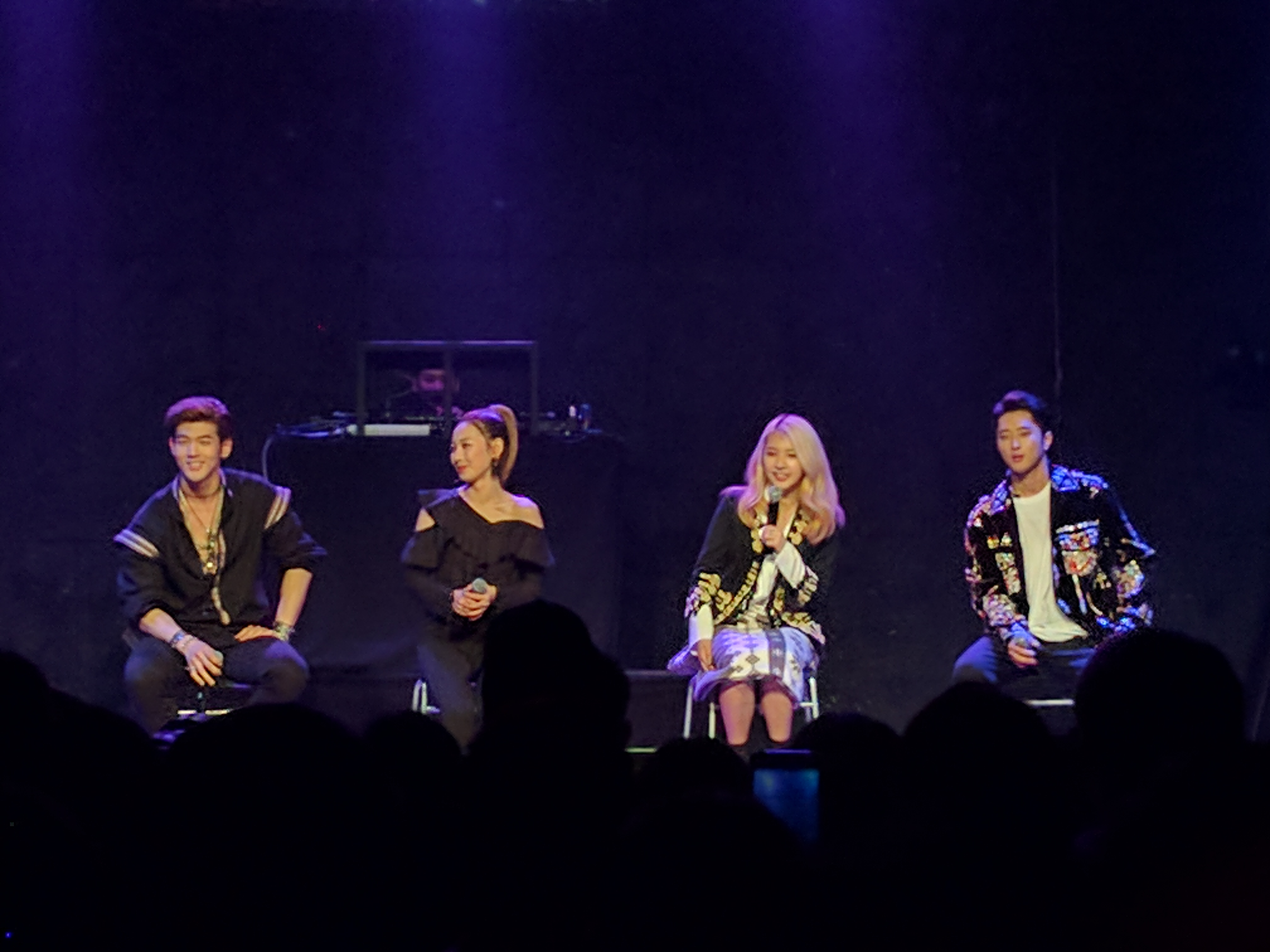
2017년 4월 25일 WILD KARD PARTY에서 KARD.

1월 19일 미국 빌보드가 주목할 만한 K팝 아티스트 TOP 5로 선정되었다.
2월 16일 총 3단계의 데뷔 프로젝트 중 두 번째 곡인 〈Don't Recall〉을 자정에 공개하였다. 3월 2일 자정에 〈Don't Recall〉 히든 버전을 공개하였다. 〈Don't Recall〉 뮤직 비디오 조회수는 공개한 지 6일 만에 600만뷰를, 열흘 만에 777만뷰를, 3월 4일에 1000만뷰를 돌파하였다.
카드는 4월 21일 LG전자 전략 스마트폰 ‘G6’의 글로벌 앰버서더로 발탁되어, 세 번째 프로젝트 〈RUMOR〉 활동부터 LG전자 ‘G6’의 글로벌 앰버서더로 활동을 시작한다. 뮤직 비디오를 비롯한 모든 콘텐츠는 LG전자 G6와의 콜라보레이션으로 진행된다.
4월 24일 정오에 데뷔 프로젝트 세 번째 곡인 〈RUMOR〉를 공개하였다. 〈RUMOR〉는 발매 이후 25일 오전까지 미국을 비롯한 총 13개국에서 아이튠즈 K팝 차트 1위를 차지하였으며, 뮤직비디오 조회수는 음원 발매 하루도 채 되지 않은 시점에서 공식 유튜브 조회수 기준 180만뷰를 돌파하였다. 4월 25일 오후 8시에 하나투어 브이홀에서 개최한 WILD KARD PARTY에서 신곡 〈RUMOR〉를 공개하였다.
5월 1일 0시 KARD의 공식 유튜브 및 기타 채널을 통해 공개된 ‘Project Vol.3 RUMOR’의 히든 콘텐츠가 공개됐다. 제목은 ‘The Last Hidden’으로 데뷔 프로젝트의 종료를 의미한다. '루머'(RUMOR)는 5월 3일자, 5월 10일자 월드 디지털 송 세일즈(World Digital Song Sales) 차트에서 2주 연속 톱 3 안에 진입하였다. 5월 10일 ‘Don’t Recall’의 뮤직비디오 조회수가 2,000만뷰를 돌파하였다.
5월 3일 캐나다 벤쿠버 HARBOUR ENENT CENTRE에서 '2017 와일드 카드 투어' 첫 무대를 열었고,
미국, 캐나다, 브라질 등 4개국 투어 공연을 확정하였다. 특히 미국에서는 시카고, 휴스턴, LA 등 3개 도시에서 공연을 열었다. 6월 17일 멕시코 루나리오홀에서 공연하였다. 6월 23일부터 7월 2일까지 브라질 포르탈레자, 살바도르, 헤시피, 리우데자네이루, 상파울루에서 공연하였다.

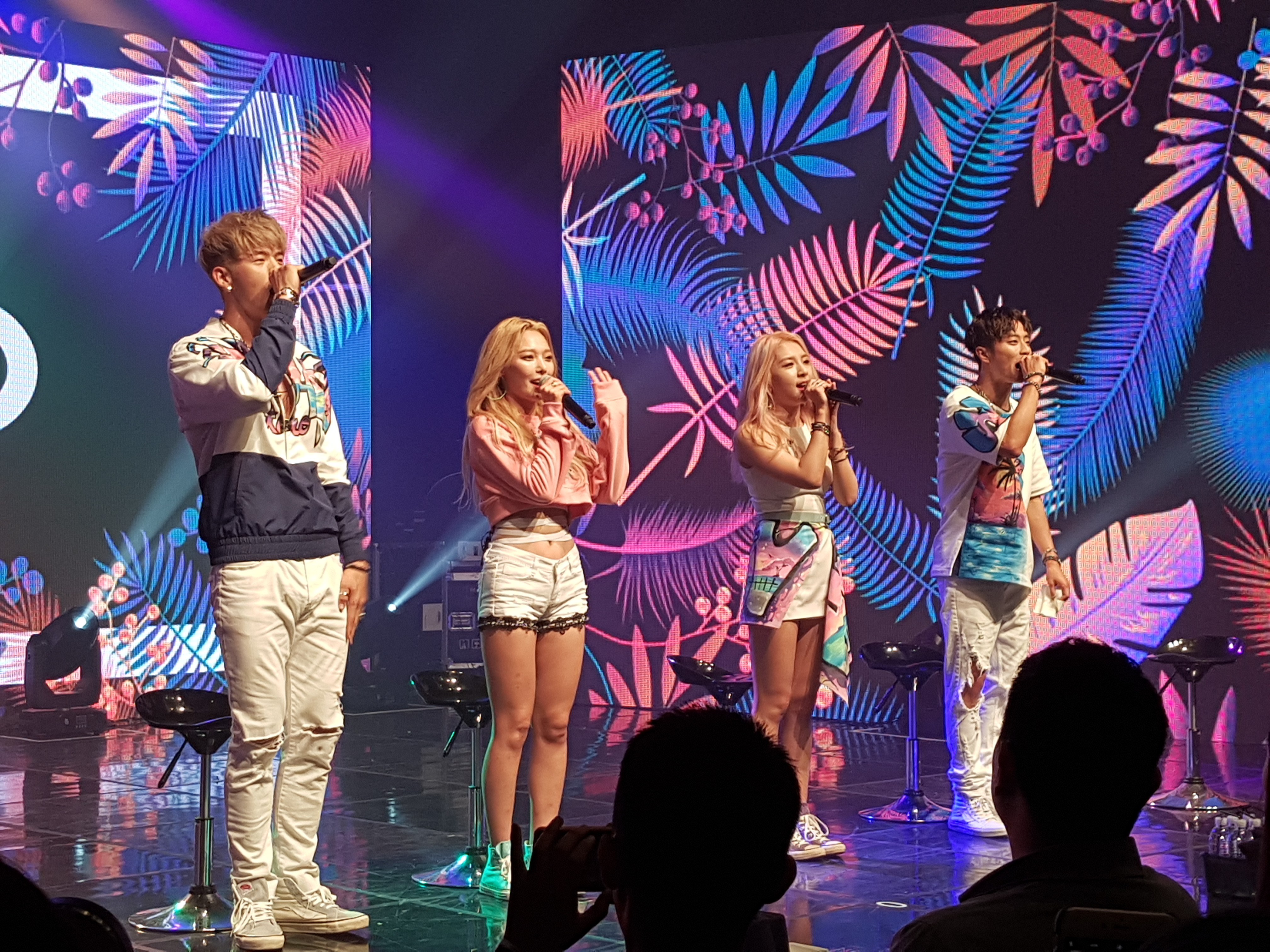
2017년 7월 19일 데뷔 쇼케이스에서 KARD.

7월 19일 미니 1집 《HOLA HOLA》 로 정식 데뷔를 했으며, 데뷔 쇼케이스를 개최하였다. 여기서 공식 팬 클럽 이름 ‘히든 카드’를 밝혔다. 7월 20일 엠카운트다운에서 데뷔 무대를 가졌다.
정식 데뷔 앨범인 《HOLA HOLA》는 발매된 지 만 하루도 안 된 7월 20일 오전 8시, 총 18개국의 아이튠즈 메인 음반 차트인 톱 앨범즈 부문 톱 10 안에 진입하였다. 곧 이어 반나절 만에 32개국 차트에 오르고 유튜브 조회수 200만뷰를 돌파하였다. 7월 22일 ‘Hola Hola’의 뮤직비디오 유튜브 조회수가 공식 채널 및 1theK 계정 합산 500만 뷰를 돌파하였다. 7월 26일 美빌보드 월드앨범 차트 3위를 기록하였다. 타이틀곡 HOLA HOLA가 월드 디지털송 4위, 수록곡 ‘난 멈추지 않는다’가 10위, ‘Living Good’이 12위에 올랐다. 8월 4일, 'Hola Hola'의 뮤직비디오 조회수가 1,000만 뷰를 돌파하였다.
카드는 9월 1일부터 10월 8일까지 월드 투어 ‘2017 WILD KARD TOUR PT.2’를 개최하였다. 영국 런던, 포르투갈 리스본, 스페인 마드리드, 이탈리아 밀라노, 프랑스 노트르담, 미국(미니애폴리스, 워싱턴D.C, 뉴욕, 마이애미, 샌프란시스코), 칠레, 아르헨티나, 페루 9개국 13개 도시에서 총 15회의 공연을 선보였다.
11월 21일 미니 2집 《You & Me》로 컴백하였다. 타이틀 곡은 〈You In Me〉이다. 컴백 쇼케이스를 개최하였다. 컴백 반나절 만에 미국, 필리핀, 싱가포르, 말레이시아, 인도네시아, 호주, 에스토니아, 홍콩, 칠레에서 KARD의 새 앨범 ‘You & Me’가 아이튠즈 K-POP 앨범차트 1위에 올랐다. 'You In Me’ 뮤직비디오 공개 5일만에 유튜브 500만 뷰를 돌파하였다. 11월 28일 《더 쇼》1위 후보에 올라서 3위를 기록하였다. 12월 18일 You ln Me 뮤직비디오 조회수 1000만뷰를 돌파하였다.

### 2018년

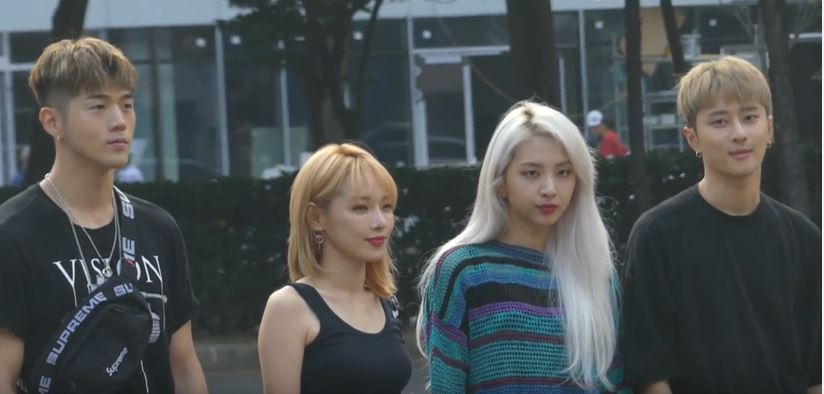
2018년 7월 27일 KBS 뮤직뱅크에 출근하는 KARD

2018년 1월 21일 싱가포르, 2월 2일 대만 타이페이, 2월 4일 홍콩, 2월 9일 필리핀 마닐라에서 4개국 투어를 개최하였다. 카드는 미국의 음악 전문 매체 FUSE TV가 1월 17일 선정한 미국 최대 음악 마켓 ‘사우스 바이 사우스웨스트(SXSW)’ 뮤직 페스티벌에 참여하는 팀 중 ‘2018년 기대되는 팀’에 유일한 K팝 가수로 이름을 올렸다.
4월 14일 인도네시아 자카르타 ‘The Kasablanka Hall’에서 ‘2018 WILD KARD TOUR’를 개최하였다. 이어 4월 26일 멜버른, 29일 시드니 등 호주에서도 2차례 투어를 진행하였다.
7월 25일에 세 번째 미니 앨범 《RIDE ON THE WIND》로 컴백하였으며, 7월 26일 엠카운트다운을 통해 컴백 무대를 가졌다. 8월 7일 더 쇼 1위 후보에 올라서 2위를 기록하였다. 8월 19일 대한민국에서 데뷔 후 첫 단독 콘서트를 개최하였다.

### 2019년

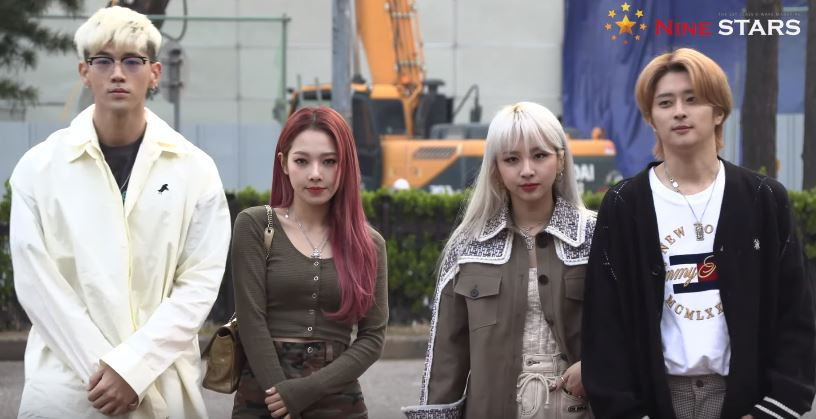
2019년 4월 12일 KBS 뮤직뱅크에 출근하는 KARD

3월 27일 데뷔 이후 첫 번째 디지털 싱글 〈Bomb Bomb〉으로 컴백하였다. 4월 24일 일본 도쿄 duo MUSIC EXCHANGE에서 콘서트를 2회 개최하며, 4월 27일 한국에서 콘서트를 개최하였다.
9월 22일 두 번째 디지털 싱글 〈Dumb Litty〉으로 컴백하였다. 신곡 'Dumb Litty'는 멤버 BM이 직접 작사, 작곡은 물론 프로듀싱까지 진행했다. 뮤직비디오는 12시에 선공개하였다.
2020년 1월 9일 《엠카운트다운》에서 《Dumb Litty》 스페셜 스테이지를 선보였다.

### 2020년
2020년 2월 12일 네 번째 미니 앨범 《RED MOON》으로 컴백했다. 타이틀 곡은 〈RED MOON〉이다.
8월 22일 노들섬 라이브 하우스에서 콘서트를 열었다.
8월 26일 첫 싱글앨범 《Way With Words》으로 컴백했다. 타이틀 곡은〈GUNSHOT〉이다.
10월 5일 멤버 제이셉이 군입대를 하였다.

### 2021년 ~ 2022년
2021년 한 해 동안 개인 활동을 펼쳤다.
2022년 4월 4일 멤버 제이셉이 군제대를 하였다.
2022년 6월 22일 다섯 번째 미니 앨범 《RE:》으로 컴백하였다.
2022년 7월 27일부터 9월 1일까지 남미 투어를 진행하였다.

### 2023년
2023년 3월 28일 디지털 싱글 앨범 《KARD Remix Project》을 발매하였다.
2023년 4월 10일 선공개 곡 《Without You》을 공개했다.
2023년 4월 13일 디지털 싱글 앨범 《Without You Remix》을 공개했다.
2023년 5월 23일 여섯 번째 미니 앨범 《ICKY》으로 컴백하였다.

### 2024년
2024년 8월 13일 일곱 번째 미니 앨범 《Where To Now? (Part.1 : Yellow Light)》으로 컴백하였다.
2024년 12월 17일 디지털 싱글 앨범 《Detox》를 공개한다.

### 2025년
2025년 7월 2일 여덟 번째 미니 앨범 《DRIFT》으로 컴백을 앞두고 있다.

## 구성원
| 이름   | 소개 |
| ------ | --- |
| 제이셉 | - 본명 : 김태형 (金泰亨) - 생년월일 : 1992년 6월 21일(33세) - 출생지 : 대한민국 충청북도 단양군 매포읍 - 학력 : 한국방송통신대학교 (휴학) - 활동기간 : 2017년 7월 19일 ~ 현재 - 상징문양 : ♠         |
| BM     | - 본명 : Matthew Kim, 김진석 - 생년월일 : 1992년 10월 20일(32세) - 출생지 : 미국 캘리포니아주 로스앤젤레스 - 학력 : Upland High School (졸업) - 활동기간 : 2017년 7월 19일 ~ 현재 - 상징문양 : ♣     |
| 전소민 | - 이름 : 전소민 (全昭珉) - 생년월일 : 1996년 8월 22일(28세) - 출생지 : 대한민국 서울특별시 동작구 상도동 - 학력 : 서경대학교 (실용음악과 / 휴학) - 활동기간 : 2017년 7월 19일 ~ 현재 - 상징 문양 : ♥ |
| 전지우 | - 이름 : 전지우 (全志佑) - 생년월일 : 1996년 10월 4일(28세) - 출생지 : 대한민국 서울특별시 강남구 청담동 - 학력 : 청담고등학교 (졸업) - 활동기간 : 2017년 7월 19일 ~ 현재 - 상징문양 : ♦️            |

## 콘서트

### 단독 콘서트
| 공연명                                           | 날짜            | 도시             | 국가            | 장소                       |
| ------------------------------------------------ | --------------- | ---------------- | --------------- | -------------------------- |
| 「WILD KARD 2017」 THE 1ST TOUR IN CANADA        | 2017년 5월 3일  | 벤쿠버           | 캐나다          | Harbour Event Centre       |
| 「WILD KARD 2017」 THE 1ST TOUR IN AMERICA       | 2017년 5월 5일  | 시카고           | 미국            | Copernicus Center          |
| 「WILD KARD 2017」 THE 1ST TOUR IN AMERICA       | 2017년 5월 7일  | 휴스턴           | 미국            | Stereo Live                |
| 「WILD KARD 2017」 THE 1ST TOUR IN AMERICA       | 2017년 5월 10일 | 로스앤젤레스     | 미국            | The Theatre at Ace Hotel   |
| 「WILD KARD 2017」 THE 1ST TOUR IN CANADA        | 2017년 5월 12일 | 토론토           | 캐나다          | TKC17                      |
| 「WILD KARD 2017」 THE 1ST TOUR IN MEXICO        | 2017년 6월 17일 | 멕시코시티       | 멕시코          | Lunario Auditorio Nacional |
| 「WILD KARD 2017」 THE 1ST TOUR IN BRAZIL        | 2017년 6월 23일 | 포르탈레자       | 브라질          | Vila Gale                  |
| 「WILD KARD 2017」 THE 1ST TOUR IN BRAZIL        | 2017년 6월 25일 | 사우바도르       | 브라질          | Sheraton                   |
| 「WILD KARD 2017」 THE 1ST TOUR IN BRAZIL        | 2017년 6월 27일 | 헤시피           | 브라질          | Hotel Manibu               |
| 「WILD KARD 2017」 THE 1ST TOUR IN BRAZIL        | 2017년 6월 29일 | 리우데자네이루   | 브라질          | CC Marista                 |
| 「WILD KARD 2017」 THE 1ST TOUR IN BRAZIL        | 2017년 7월 1일  | 상파울루         | 브라질          | Tropical Butanta           |
| 「WILD KARD 2017」 THE 1ST TOUR IN BRAZIL        | 2017년 7월 2일  | 상파울루         | 브라질          | Tropical Butanta           |
| 「WILD KARD 2017」 THE 2ND TOUR IN EUROPE        | 2017년 9월 1일  | 런던             | 영국            | ULU Live                   |
| 「WILD KARD 2017」 THE 2ND TOUR IN EUROPE        | 2017년 9월 3일  | 리스본           | 포르투갈        | Paradise Garage            |
| 「WILD KARD 2017」 THE 2ND TOUR IN EUROPE        | 2017년 9월 5일  | 마드리드         | 스페인          | Sala But                   |
| 「WILD KARD 2017」 THE 2ND TOUR IN EUROPE        | 2017년 9월 8일  | 밀라노           | 이탈리아        | Magazzini Generali         |
| 「WILD KARD 2017」 THE 2ND TOUR IN EUROPE        | 2017년 9월 10일 | 로테르담         | 네덜란드        | Annabel                    |
| 「WILD KARD 2017」 THE 2ND TOUR IN AMERICA       | 2017년 9월 15일 | 미네아폴리스     | 미국            | State Theatre              |
| 「WILD KARD 2017」 THE 2ND TOUR IN AMERICA       | 2017년 9월 17일 | 워싱턴 DC        | 미국            | Warner Theatre             |
| 「WILD KARD 2017」 THE 2ND TOUR IN AMERICA       | 2017년 9월 20일 | 뉴욕             | 미국            | PlayStation Theatre        |
| 「WILD KARD 2017」 THE 2ND TOUR IN AMERICA       | 2017년 9월 22일 | 마이애미         | 미국            | James L. Knight Center     |
| 「WILD KARD 2017」 THE 2ND TOUR IN SOUTH AMERICA | 2017년 9월 27일 | 발파라이소       | 칠레            | Teatro Municipal           |
| 「WILD KARD 2017」 THE 2ND TOUR IN SOUTH AMERICA | 2017년 9월 29일 | 콘셉시온         | 칠레            | Gimnasio Municipal         |
| 「WILD KARD 2017」 THE 2ND TOUR IN SOUTH AMERICA | 2017년 10월 1일 | 라세레나         | 칠레            | Coliseo Municipal          |
| 「WILD KARD 2017」 THE 2ND TOUR IN SOUTH AMERICA | 2017년 10월 4일 | 부에노스아이레스 | 아르헨티나      | Teatro Vorterix            |
| 「WILD KARD 2017」 THE 2ND TOUR IN SOUTH AMERICA | 2017년 10월 6일 | 리마             | 페루            | Jockey Club                |
| 「WILD KARD 2017」 THE 2ND TOUR IN AMERICA       | 2017년 10월 8일 | 로스앤젤레스     | 미국            | The Warfield               |
| 2018 WILD KARD TOUR IN ASIA                      |                 |                  |                 |                            |
| 2018년 1월 21일                                  | 주롱 웨스트     | 싱가포르         | Zeep@Big Box    |                            |
| 2018년 2월 2일                                   | 타이베이        | 대만             | ATT Show Box    |                            |
| 2018년 2월 4일                                   | 가우룽완        | 홍콩             | KITEC Rotunda 3 |                            |
| 2018년 2월 9일                                   | 마닐라          | 필리핀           | KIA Theatre     |                            |
| 2018 WILD KARD TOUR                              | 2018년 4월 14일 | 자카르타         | 인도네시아      | The Kasablanka Hall        |
| WILD KARD in Seoul                               | 2018년 8월 19일 | 서울             | 대한민국        | YES24 LIVEHALL             |
| 「WILD KARD 2018」 TOUR IN BRAZIL                | 2018년 9월 21일 | 리우데자네이루   | 브라질          | Vivo Rio                   |
| 「WILD KARD 2018」 TOUR IN BRAZIL                | 2018년 9월 23일 | 포르투알레그리   | 브라질          |                            |
| 「WILD KARD 2018」 TOUR IN BRAZIL                | 2018년 9월 25일 | 쿠리치바         | 브라질          | Encontro da Amazônia       |
| 「WILD KARD 2018」 TOUR IN BRAZIL                | 2018년 9월 27일 | 벨루오리존치     | 브라질          |                            |
| 「WILD KARD 2018」 TOUR IN BRAZIL                | 2018년 9월 30일 | 상파울루         | 브라질          | Espaço das Américas        |
| WILD KARD TOUR in Tokyo                          | 2019년 4월 24일 | 도쿄             | 일본            | duo MUSIC EXCHANGE         |
| 2019 WILD KARD IN SEOUL                          | 2019년 4월 27일 | 서울             | 대한민국        | 서강대학교 메리홀          |

### 공연
| 제목                              | 날짜             | 도시       | 국가       | 장소                             |
| --------------------------------- | ---------------- | ---------- | ---------- | -------------------------------- |
| Sound K * Dal.komm Concert        | 2016년 12월 17일 | 서울       | 대한민국   | 달콤커피 상암팬엔터점 앞         |
| Rising star Dreaming Concert      | 2017년 1월 8일   | 서울       | 대한민국   | 롯데월드 가든 스테이지           |
| 롯데월드 공연                     | 2017년 1월 22일  | 서울       | 대한민국   | 롯데월드 가든 스테이지           |
| Toronto Kpop Con                  | 2017년 5월 12일  | 토론토     | 캐나다     | 메트로 토론토 컨벤션 센터        |
| 2017 KCON LA                      | 2017년 8월 20일  | 뉴욕       | 미국       | 스테이플스 센터                  |
| iMe Kpop Fantival 2017            | 2017년 8월 26일  | 방콕       | 태국       | Thunder Dome Muangthong Thani    |
| 부산 원아시아 페스티벌            | 2017년 10월 24일 | 부산       | 대한민국   | 부산 BOF LAND(해운대 구남로)     |
| I・SEOUL・U 2주년 시민축제 콘서트 | 2017년 10월 29일 | 서울       | 대한민국   | 마포구 문화비축기지 공연존       |
| 카운트다운 서울2018 엣 타임스퀘어 | 2017년 12월 31일 | 서울       | 대한민국   | 영등포 타임스퀘어                |
| K-POP World Festa                 | 2018년 2월 24일  | 강릉       | 대한민국   | 강릉원주대학교 강릉캠퍼스 운동장 |
| 울산 썸머 페스티벌                | 2018년 7월 23일  | 울산       | 대한민국   | 울산종합운동장 보조경기장        |
| 3·1운동 100주년 One K 콘서트      | 2019년 3월 1일   | 서울       | 대한민국   | 여의도 국회의사당 앞 잔디마당    |
| K-POP BIG5 Concert                | 2019년 5월 4일   | 뒤셀도르프 | 독일       |                                  |
| ON OFF FESTIVAL 2019              | 2019년 9월 7일   | 자카르타   | 인도네시아 | ISTORA SENAYAN                   |

## 수상 내역

### 시상식
| 연도 | 시상식                          | 부문                 |
| ---- | ------------------------------- | -------------------- |
| 2017 | 제2회 아시아 아티스트 어워즈    | 신인상               |
| 2017 | CJ E&M 아메리카 어워드          | Hottest Rookie       |
| 2018 | 제3회 아시아 아티스트 어워즈    | AAA 뉴웨이브상       |
| 2019 | 제6회 한중경영대상              | 아시아 라이징 스타상 |
| 2019 | 2020 대한민국 퍼스트브랜드 대상 | 혼성아이돌 부문 수상 |
| 2022 | 아시아 아티스트 어워즈          | 베스트 초이스상      |
| 2023 | 아시아 아티스트 어워즈          | 베스트 뮤지션상      |

### 내용주
1. ↑  한국 이름 : 김우진, 외국인등록증 이름 : 김진석
2. ↑  2016년 12월 6일 네이버 V앱에서, 서울 출신이라고 언급했다.

### 참조주
1. ↑  선미경 (2016년 12월 1일). “DSP, 신인 아티스트 그룹 론칭..K.A.R.D 프로젝트 예고”. OSEN.
2. ↑  “DSP Media teases two members of KARD”. Allkpop.com.
3. ↑  “Update: DSP Media Reveals Two More Members Of Co-Ed Group K.A.R.D”. soompi. 2017년 12월 12일에 원본 문서에서 보존된 문서. 2016년 12월 16일에 확인함.
4. ↑  박수인 (2016년 12월 6일). “V앱' K.A.R.D, 뻘쭘해도 괜찮아 신인이니까(종합)”. 헤럴드pop.
5. ↑  정지원 (2016년 12월 6일). “DSP 혼성그룹 KARD, 숨겨진 '히든멤버' 예고 '궁금증↑'”. 엑스포츠 뉴스.
6. ↑  이호연 (2016년 12월 6일). “V앱' 소민X지우, 반가운 新혼성그룹 K.A.R.D 등장”. 헤럴드pop.
7. ↑  이하나 (2016년 12월 8일). “허영지, DSP 신예 혼성 그룹 K.A.R.D의 첫 번째 히든 멤버 선정”. 서울경제.
8. ↑  이호연 (2016년 12월 9일). “[어게인TV]'V앱' 허영지, K.A.R.D 위한 특급 와일드 히든 카드”. 헤럴드pop.
9. ↑  “혼성그룹 k.a.r.d, 데뷔곡 ‘오나나’ 뮤직비디오 티저 영상 ‘공개’”. 매일경제. 2016년 12월 9일.
10. ↑  유찬희 (2016년 12월 12일). “‘V앱’ K.A.R.D “각자 역할 달라..색다른 모습 보여줄 것”. 텐아시아. 2016년 12월 13일에 원본 문서에서 보존된 문서. 2016년 12월 16일에 확인함.
11. ↑  김영록 (2016년 12월 12일). “DSP 혼성그룹 K.A.R.D, 오늘밤 데뷔곡 '오나나' 발표”. 스포츠조선.
12. ↑  이지석 (2016년 12월 15일). “'DSP 혼성그룹' 카드, 데뷔곡 '오나나' 해외서 호평”. 스포츠서울.
13. ↑  이아영 (2016년 12월 16일). “DSP 혼성그룹 카드, '오나나' MV 공개 3일 만 125만뷰 돌파”. 엑스포츠뉴스.
14. ↑  정지원 (2017년 1월 11일). “DSP 혼성그룹 카드, 심상찮은 반응…MV 550만뷰 돌파”. 엑스포츠 뉴스.
15. ↑  “iTunes Charts Sverige”. 2016년 12월 20일에 확인함.
16. ↑  “iTunes Charts UK”. 2016년 12월 24일에 확인함.
17. ↑  “iTunes Charts France”. 2016년 12월 24일에 확인함.
18. ↑  “10 Best New K-Pop Groups In 2016”. billboard. 2016년 12월 21일.
19. ↑  전원 (2016년 12월 22일). “카드, 빌보드 '2016 K팝 신인그룹 톱10' 선정…데뷔 1주일만에 쾌거”. 마이데일리.
20. ↑  최지예 (2017년 1월 20일). “카드, 美 빌보드 선정 2017 주목할 K팝 아티스트 톱5”. 마이데일리.
21. ↑  조현주 (2017년 2월 6일). “혼성그룹 카드(K.A.R.D), 2월 컴백 대열 합류”. 텐아시아.
22. ↑  신미래 (2017년 2월 28일). “K.A.R.D, `돈 리콜` 숨겨진 트랙 예고”. MBN.
23. ↑  박수정 (2017년 2월 22일). “K.A.R.D, '돈 리콜' MV 600만뷰 돌파..방송 활동 없이 막강 파급력”. 헤럴드 pop.
24. ↑  김하진 (2017년 2월 25일). “카드(KARD), 잭팟 터졌다..M/V 777만뷰 돌파”. 텐아시아. 2017년 3월 1일에 원본 문서에서 보존된 문서. 2017년 2월 28일에 확인함.
25. ↑  이다원 (2017년 3월 4일). “K.A.R.D, 데뷔 전부터 무서운 상승세…MV 1000만뷰 돌파”. 스포츠경향.
26. ↑  전원 (2017년 4월 21일). “"新대세 예약" 카드, LG G6 글로벌 앰버서더 발탁”. 엑스포츠뉴스.
27. ↑  윤기백 (2017년 4월 17일). “KARD, 신곡 '루머' 24일 공개… 데뷔 프로젝트 대미 장식”. 스포츠월드.
28. ↑  정지원 (2017년 4월 25일). “KARD, 아이튠즈 차트 13개국 1위…글로벌 인기 입증”. OSEN.
29. ↑  유병철 (2017년 5월 1일). “KARD, 마지막 ‘히든’ 전격 공개…화려한 대규모 퍼포먼스 탄생”. 한국경제TV.
30. ↑  길혜성 (2017년 5월 4일). “'헉' K.A.R.D 뭐지? 美빌보드 월드디지털송차트 韓유일 톱3”. 스타뉴스.
31. ↑  길혜성 (2017년 5월 10일). “K.A.R.D, 美빌보드 월드디지털송차트 2주 연속 '톱3'”. 스타뉴스.
32. ↑  유병철 (2017년 5월 10일). “KARD, ‘Don’t Recall’ 유튜브 2000만 뷰 돌파…믿고 듣는 KARD 등극”. 한국경제TV.
33. ↑  전효진 (2017년 5월 5일). “KARD, 2017 투어 돌입…글로벌 인기·캐나다 열광”. 스포츠동아.
34. ↑  정지원 (2017년 3월 21일). “[단독] KARD, 해외가 먼저 불렀다…미국·캐나다·브라질 투어 확정”. OSEN.
35. ↑  이미현 (2017년 4월 22일). “KARD, 6월 17일 멕시코 추가 공연…해외 반응 폭발적”. 일간스포츠. 2018년 1월 29일에 원본 문서에서 보존된 문서. 2017년 4월 23일에 확인함.
36. ↑  윤준필 (2017년 7월 19일). “카드(KARD) "타이틀곡 '올라 올라', 첫 데뷔 인사+높이 올라가자는 포부"”. 텐아시아.
37. ↑  길혜성 (2017년 7월 20일). “KARD, 역시 괴물 혼성그룹..18國 메인앨범차트 톱1”. 스타뉴스.
38. ↑  “KARD, 국내외 32개국 차트 장악…'올라 올라' 뮤비 200만↑”. 스포츠조선. 2017년 7월 20일.
39. ↑  김미지 (2017년 7월 22일). “KARD '올라 올라' MV 500만 뷰 돌파…글로벌 인기 입증”. 엑스포츠 뉴스.
40. ↑  전형화 (2017년 7월 26일). “KARD, 美빌보드 월드앨범 차트 3위 등극”. 스타뉴스.
41. ↑  정지원 (2017년 8월 31일). “[공식입장] KARD, 유럽+미국+남미 9개국 13개 도시 투어개최”. OSEN.
42. ↑  정지원 (2017년 11월 8일). “[공식입장] '컴백' KARD, 타이틀곡은 'You In Me'…21일 발표”. OSEN.
43. ↑  이혜랑 (2017년 11월 22일). “KARD, ‘You & Me’ 美 아이튠즈 K-POP 앨범차트 '1위' 기염”. 《헤럴드 pop》.
44. ↑  이하나 (2017년 11월 27일). “KARD,아시아 5개국 투어 확정…글로벌 명성 입증”. 서울경제.
45. ↑  “美 FUSE TV “KARD, 2018년 기대되는 팀...세계 팬 사로잡아””. 《스포츠동아》. 2018년 1월 19일.
46. ↑  김명미 (2018년 2월 23일). “KARD, 인도네시아 이어 호주 월드투어 추가 개최(공식)”. 《뉴스엔》.
47. ↑  박서현 (2018년 6월 30일). “KARD, 7월 25일 세 번째 미니앨범으로 컴백 확정‥여름 달군다(공식)”. 《헤럴드POP》.
48. ↑  김은구 (2018년 7월 12일). “KARD, 'RIDE ON THE WIND'로 25일 컴백”. 《이데일리》. 2018년 7월 12일에 원본 문서에서 보존된 문서. 2018년 7월 12일에 확인함.
49. ↑  장주영 (2018년 7월 2일). “혼성그룹 카드(KARD), 오는 25일 컴백+내달 19일 첫 단독 콘서트”. 서울경제.
50. ↑  윤상근 (2019년 3월 18일). “KARD, 27일 '밤밤' 컴백..2019년 새 도약 첫발(공식)”. 《스타뉴스》.
51. ↑  유지훈 (2019년 9월 15일). “KARD, '특별한' 싱글 'Dumb Litty' 오는 22일 발매 확정”. 《뉴스토마토》.
52. ↑  정지훈 (2020년 1월 31일). “[공식] KARD, 2월 12일 컴백 확정…새 미니 ‘레드 문’ 발매 예고”. 《서을경제》.
53. ↑  손진아 (2020년 8월 17일). “KARD, 28일 컴백…첫 싱글 ‘Way With Words’ 발매(공식)”. 《MK스포츠》.
54. 1 2 3  “17.07.30 Hola Hola江南簽名會 後記”. 《Facebook》 (중국어 (대만)). 2017년 8월 7일에 확인함.
55. ↑  4인조 인기 혼성그룹(KARD), 단양 주요관광지 홍보
56. ↑  “THE BIRTH OF MATTHEW KIM”. 2016년 12월 20일에 원본 문서에서 보존된 문서. 2016년 12월 20일에 확인함.
57. ↑  길혜성 (2015년 9월 26일). “'신예' 에이프릴, 데뷔 후 첫 추석...'설레는 고향行'”. 스타뉴스. 2015년 11월 11일에 확인함.